# Gouvernement russe du Sud
Ne doit pas être confondu avec Commandement général des forces armées de la Russie du Sud ou Gouvernement de la Russie du Sud.
1920–1920
Entités précédentes :
- Commandement général des forces armées de la Russie du Sud

Entités suivantes :
- Gouvernement de la Russie du Sud

Le Gouvernement russe du Sud, en russe Южнорусское Правительство, Južnorusskoe Pravitel'stvo, est un gouvernement militaire qui contrôlait une partie du Sud de la Russie dans le cadre de la guerre civile russe. Il était dirigé par les Russes blancs.  Le 27 mars 1920, le général Anton Dénikine avait été forcé d'évacuer Novorossisk pour la Crimée, que les Blancs contrôlaient depuis juin 1919. Cependant, cette retraite bâclée discrédite Dénikine qui démissionne et est remplacé par le général Piotr Nikolaïevitch Wrangel, qui a été élu nouveau commandant en chef de l'Armée blanche par le conseil militaire. Le gouvernement russe Sud a été dissous à Théodosie le 30 mars. Wrangel met en place un nouveau gouvernement russe du Sud à Sébastopol en avril.
Cette tentative d'établissement de gouvernement civil par les autorités russes blanches était une reconnaissance de l'administration civile précédente négligée par le Commandement général des Forces armées de la Russie méridionale qui avait coûté aux Blancs la perte d'un soutien civil.